# 1978 en rugby à XV
Cette page présente les faits marquants de l'année 1978 en rugby à XV : les principales compétitions et événements liés au rugby à XV et rugby à sept ainsi que les décès de grandes personnalités de ces sports.

## Événements

### Mars
- Le pays de Galles remporte le Tournoi des Cinq Nations en signant un Grand Chelem. Les Diables Rouges dominent sans partage le rugby européen durant les années 1970[1] avec 8 Tournois gagnés : 1969, 1970, 1971, 1973, 1975, 1976, 1978, et 1979 dont trois Grand Chelems en 1971, 1976 et 1978.

### Récapitulatifs des principaux vainqueurs de compétitions 1977-1978
Les champions de France
| AS Béziers SA condomoise SO vendrois AS Montfort en Chalosse Saint-Paul SR SO Canohès UA Laloubère AS Cours |

#### 1redivision
- 18 mai : l'AS Béziers remporte le Championnat de France de rugby à XV de première division 1977-1978 après avoir battu l'AS Montferrand en finale. L'AS Béziers remporte un sixième titre durant les années 1970.

#### 2edivision
- La Société athlétique condomoise (Condom) remporte le Championnat de France de rugby à XV de deuxième division 1977-1978 après avoir battu l'Union sportive seynoise, 13 à 12, en finale. Après avoir remporté le Championnat de France Honneur en 1976, le Championnat de France de rugby à XV de troisième division en 1977 l'Union sportive seynoise pour la troisième année consécutive en finale d'un championnat de France, s'inclinant d'un petit point.

#### 3edivision
- Le Stade olympique vendrois (Vendres) remporte le Championnat de France de rugby à XV de troisième division 1977-1978 après avoir battu l'Union sportive de Carqueiranne 7 à 3 en finale.

#### Honneur
- L'AS Montfort en Chalosse remporte le Championnat de France Honneur de rugby à XV 1977-1978 après avoir battu le CO Caunes-Minervois, 11 à 0, en finale.

#### Promotion d'honneur
- Le Championnat de France Promotion d'honneur de rugby à XV a été suspendu de la saison 1955-1956 à la saison 1987-1988.

#### 1resérie
- Saint-Paul sports rugby remporte le Championnat de France 1re série de rugby à XV 1977-1978 après avoir battu l'US Meyzieu, 16 à 4, en finale.

#### 2esérie
- Le SO Canohès remporte le Championnat de France 2e série de rugby à XV 1977-1978 après avoir battu La Nicolaite XV, 6 à 0, en finale.

#### 3esérie
- L'UA Laloubère  remporte le Championnat de France 3e série de rugby à XV 1977-1978 après avoir battu le RC Pézilla la Rivière[2], 12 à 7, en finale.

#### 4esérie
- L'Association sportive de Cours remporte le  championnat de France 4e série de rugby à XV 1977-1978 avoir battu l'AS Vinça[3], 12 à 9, en finale.

## Principales naissances
- 9 février : William Servat, talonneur international français à 49 reprises, naît à Saint-Gaudens.
- 5 juin : Danie Rossouw, troisième ligne, 63 fois international sud-africain, naît à Sabie.
- 28 juillet : Yannick Jauzion, centre ayant porté 73 fois le maillot français, voit le jour à Castres.
- 20 septembre : Julien Bonnaire, troisième ligne centre international français 75 fois, naît à Bourgoin-Jallieu.
- 11 février : Franck Membrado,  joueur français de rugby à XV.